# 龙凤坝镇
龙凤坝镇，是中华人民共和国重庆市秀山土家族苗族自治县下辖的一个镇。2021年9月28日设立。

## 行政区划
龙凤坝镇下辖以下地区：
龙凤村、司城村、南龙村、凉水村、两河村、葛麻村、大寨村、八一村、坝麻村、小兰村、柏香园村。